# Хібініт
Хібініт (рос. хибинит, англ. chibinite, нім. Chibinit m) — Магматична гірська порода; грубозернистий (рівномірнозернистий) різновид нефелінового сієніту. Складається г.ч. з мікроклін-пертиту (40-45 %), нефеліну (35-45 %), та лужних кольорових мінералів — егірину, арфведсоніту та ін. (до 20 %). Містить невелику кількість евдіаліту та ін. мінерали. Колір світло-сірий. Використовують у керамічній промисловості та як облицювальний матеріал. За назвою Хібінських гір, Кольський п-ів. (W. Ramsay, 1894).

## Інші значення
Зайва назва ловчориту.